# Forces Armades dels Estats Units d'Amèrica
Les Forces Armades dels Estats Units d'Amèrica són les encarragades de la defensa militar dels Estats Units d'Amèrica.

## Organització
Les forces armades dels EUA, s'estructuren en sis grans cossos:
- Exèrcit dels Estats Units d'Amèrica
- Marina dels Estats Units d'Amèrica
- Força Aèria dels Estats Units d'Amèrica
- Força Espacial dels Estats Units d'Amèrica
- Cos de Marines dels Estats Units d'Amèrica
- Guarda Costa dels Estats Units d'Amèrica

### Comandaments unificats de combat
Hi ha 10 comandaments unificats de combat, 6 de geogràfics i 4 de funcionals:
| Comandament                                | Cos             | Base                                                                                           | Area de Responsabilitat                                                                                    |
| United States Northern Command (NORTHCOM)  | USAF            | Peterson Air Force Base, Colorado                                                              | Defensa nacional i intervenció a nord-amèrica i coordinació de la seguretat nacional amb les forces civils |
| United States Central Command (CENTCOM),   | USN             | MacDill Air Force Base, Florida                                                                | Des d'Egipte i el Golf Pèrsic fins a la regió central d'Àsia.                                              |
| United States European Command (EUCOM)     | USA             | SHAPE (Supreme Headquarters Allied Powers Europe), Bèlgica i USEUCOM HQ a Stuttgart (Alemanya) | Europa i Israel                                                                                            |
| U.S. Pacific Command (PACOM)               | USN             | Camp H. M. Smith, Oahu, Hawaii                                                                 | Àsia i el Pacífic                                                                                          |
| U.S. Southern Command (SOUTHCOM)           | USN             | Miami, Florida                                                                                 | Amèrica Llatina                                                                                            |
| United States Africa Command (AFRICOM)     | Diversos Cossos | Stuttgart, Alemanya                                                                            | Àfrica (excloent Egipte)                                                                                   |
| U.S. Special Operations Command (SOCOM)    | USA             | MacDill Air Force Base, Florida                                                                | Ajudes logístiques als diferents cossos                                                                    |
| U.S. Joint Forces Command (JFCOM)          | Diversos Cossos | Naval Support Activity Headquarters (Norfolk) and Suffolk, Virgínia                            | Ajuda de coordinació                                                                                       |
| United States Strategic Command (STRATCOM) | USMC            | Offutt Air Force Base, Nebraska                                                                | Estratègia terrestre i espacial                                                                            |
| U.S. Transportation Command (TRANSCOM)     | USAF            | Scott Air Force Base, Illinois                                                                 | Mobilitat                                                                                                  |

| Els 6 comandaments geogràfics |
| ----------------------------- |
|                               |